# 劳伦斯·多尔蒂
劳伦斯·多尔蒂（英語：Laurence Doherty，1875年10月8日—1919年8月21日），英国男子网球运动员。他曾代表英国和混合队参加1900年夏季奥林匹克运动会网球比赛，获得二枚金牌和一枚铜牌。